# Liste der Museen in der Region Hannover
Die Liste der Museen in der Region Hannover beschreibt die Museen in der Region Hannover, die unter anderem Kunst, Industriegeschichte und Heimatgeschichte zum Gegenstand haben.

## Stadt Hannover
| Museum                                                          | Stadt/Gemeinde und Ortsteil | Beschreibung | Bild |  |
| --------------------------------------------------------------- | --------------------------- | --- | ---- |  |
| Blindenmuseum                                                   | Hannover                    | Ein im Jahr 1995 eröffnetes Museum über die Blindenbildung, eines von zwei Museen dieser Art in Deutschland. |      |  |
| Buchdruck-Museum                                                | Hannover                    | Das Museum versteht sich als lebendes, d. h. das Fachwissen der Buchdruckkunst anwendendes Museum, dessen Grundlage eine Werkstatt „im Stil der für den Stadtteil Linden typischen Hinterhof-Druckerei der 1950er Jahre“ ist. |      |  |
| Eisfabrik                                                       | Hannover-Südstadt           | Ein Kulturzentrum mit Kunst, Tanz, Theater. Wechselnde Kunstausstellungen und eine Fotogalerie |      |  |
| Exposeeum                                                       | Hannover                    | Das 2001 gegründete Museum zeigt Bilder und Exponate der 153 Tage dauernden Weltausstellung EXPO 2000. Es wurde 2019 vorübergehend geschlossen und 2025 in neuen Räumlichkeiten an der EXPO-Plaza wieder eröffnet. |      |  |
| Friedhofsmuseum Hannover                                        | Hannover                    | Eröffnet 2006, Ausstellung „Hannoversche Friedhofs- und Bestattungskultur“. |      |  |
| Gedenkstätte Ahlem                                              | Hannover                    | 1987 eröffnete Gedenkstätte für die seit 1893 dort betriebene Gartenbauausbildung für jüdische Jugendliche und für die Verfolgung von Juden, Sinti und Roma sowie Nazi-Gegner in der Zeit des Nationalsozialismus' |      |  |
| Haus der Religionen                                             | Hannover                    | Das Haus der Religionen beherbergt eine multimediale Dauerausstellung zum Thema interreligiöse Begegnungen aller Art. |      |  |
| Heimatmuseum Ahlem                                              | Hannover                    | Das Heimatmuseum im früheren Rathaus von Ahlem zeigt seit 2001 Objekte zur Geschichte Ahlems von Fossilien und Funden aus völkerwanderungszeitlichen Grabungen bis zu der das frühere Dorf prägenden Asphaltindustrie des 19. Jahrhunderts, Pastor Jacobus Sackmann gewidmeter Raum |      |  |
| Hi-Score                                                        | Hannover                    | Das 2023 eröffnete Museum gilt als Deutschlands größtes Videospielmuseum. Es hatte bis 2024 seinen Sitz im ehemaligen Kaufhaus von Galeria Kaufhof an der Marktkirche, dass unter der Bezeichnung aufhof zwischengenutzt wurde. Es beinhaltet mit 300 Exemplaren eine vollständige Sammlung von Videospielkonsolen seit den 1970er-Jahren bis in die heutige Zeit, sowie Arcade-Maschinen und ermöglicht die Computerspielgeschichte zu erfahren. Im November 2024 wurde das Museum an neuer Stelle wiedereröffnet. |      |  |
| Historisches Museum am Hohen Ufer                               | Hannover                    | Das Museum erzählt die Geschichte Hannovers von der mittelalterlichen Siedlung honovere über die Residenzstadt bis zum heutigen Messestandort. Einen Schwerpunkt bildet die Zeit zwischen 1714 und 1837, als das Kurfürstentum Hannover in Personalunion mit dem britischen Königreich regiert wurde. |      |  |
| Kesselhaus Linden                                               | Hannover                    | Industriedenkmal der ehemaligen Bettfedernfabrik Werner & Ehlers von 1927 mit einem original erhaltenen Dreitrommel-Steilrohrkessel auf dem Gelände des Kulturzentrum Faust. Das Gebäude ist nach einer Asbestsanierung und Bestandssicherung seit 2016 zugänglich und befindet sich im authentischen Zustand von 1943, da es danach nicht mehr genutzt wurde. |      |  |
| Kestnergesellschaft                                             | Hannover                    | Die Kestnergesellschaft wurde 1916 gegründet und zeigt Ausstellungen der klassischen Moderne und der zeitgenössischen Kunst. Schwerpunkte sind Film, Video, zeitgenössische Musik und Architektur, zudem werden raumgreifende Installationen und umfassende Präsentationen zeitgenössischer Malerei, Skulpturen und Videokunst ausgestellt. |      |  |
| Kindermuseum Zinnober                                           | Hannover                    | Das Kindermuseum wurde 2014 eröffnet. |      |  |
| Kunsthalle FAUST                                                | Hannover                    | |      |  |
| Künstlerhaus – Kunstverein Hannover                             | Hannover                    | Der Kunstverein wurde 1832 als einer der ersten Kunstvereine in Deutschland gegründet. Er hat seinen Sitz im Künstlerhaus Hannover. Pro Jahr werden sechs bis acht international orientierte monografische und thematische Ausstellungen gezeigt. |      |  |
| Museum für textile Kunst                                        | Hannover                    | Das Museum befindet sich in einem ehemaligen Luftschutzbunker und zeigt seit 2007 Textiles aus aller Welt. |      |  |
| Museum August Kestner                                           | Hannover                    | Das 1889 eröffnete Museum zeigt 6000 Jahre angewandte Kunst in vier Sammlungsbereichen: Antike Kulturen, Ägyptische Kulturen, die größte Münzsammlung Norddeutschlands mit rund 1000 Stücken und angewandte Kunst. Die Bestände griechischer Vasen und etruskischer Kunst besitzen Weltrang. Die Gemmen-Sammlung zählt zu den größten in Deutschland. |      |  |
| Museum Schloss Herrenhausen                                     | Hannover                    | Das Museum wurde 2013 eröffnet und gehört zum Historischen Museum; es stellt Personen des Welfenhauses und der Gartenarchitektur vor und beleuchtet den Zusammenhang der sozialen und geistigen Voraussetzungen des Barock mit der Herrenhäuser Gartengestaltung. Der dritte Museumsteil zeigt die Entwicklung der Herrenhäuser Gärten von der Aufklärung bis zur Gegenwart. |      |  |
| Niedersächsisches Landesmuseum                                  | Hannover                    | Das Museum hat drei Abteilungen: Die Kunstwelten mit der europäischen Kunst vom 11. bis zum 20. Jahrhundert, die Naturwelten zu Zoologie, Botanik, Geologie und die Menschenwelten zur Ur- und Frühgeschichte Niedersachsens. Die Ursprünge des Museums gehen bis in das Jahr 1856 zurück, das heutige Museum wurde 1902 errichtet. |      |  |
| Pelikan Tintenturm                                              | Hannover                    | Der Pelikan-Tintenturm zeigt wechselnde Ausstellungen zur Firmengeschichte von Pelikan, aber auch andere Kunstausstellungen. |      |  |
| Potzlach-Museum                                                 | Hannover                    | Das Museum zeigt seit 2017 die Werke von Walter Reinhardt. |      |  |
| Rosebusch Verlassenschaften                                     | Hannover                    | Vor und in der Turbinenhalle des ehemaligen Umspannwerks der PreussenElektra am Rosebuschweg in Hannover-Ahlem befindet sich dieses Kunstareal mit einer Dauerausstellung aus Materialien, die die Künstler Almut und Hans-Jürgen Breuste zusammengestellt haben. |      |  |
| Städtische Galerie „Kubus“ Hannover                             | Hannover                    | Die Galerie ist seit 1965 ein Forum zeitgenössischer Kunst. Es werden Einzel- oder Gruppenausstellungen insbesondere hannoverscher Künstler präsentiert. |      |  |
| Steinhoff Designmuseum                                          | Hannover                    | Das kleine Designmuseum im 2. OG des Geschäftes Steinhoff wurde 2012 eröffnet. |      |  |
| Sprengel Museum                                                 | Hannover                    | Das Museum für moderne Kunst wurde 1979 eröffnet und präsentiert die Kunst des 20. Jahrhunderts. Schwerpunkt sind die klassische Moderne mit der Sammlung von Kurt Schwitters, Werken des Deutschen Expressionismus und des französischen Kubismus und dem Kabinett der Abstrakten. 2017 wurde das Museum zum Museum des Jahres gewählt. |      |  |
| Veterinärmedizinhistorisches Museum                             | Hannover                    | Das 1973 gegründete Veterinärmedizinhistorische Museum befindet sich in der Tierärztlichen Hochschule Hannover. |      |  |
| Werksmuseum Eisen und Stahl                                     | Hannover                    | Im Aufbau befindliches Museum zur Geschichte der Lindener Eisen- & Stahlwerke |      |  |
| Wilhelm Busch – Deutsches Museum für Karikatur und Zeichenkunst | Hannover                    | Das Museum befindet sich im Georgenpalais und zeigt dauerhaft Sammlungen zu Wilhelm Busch und zur Karikatur und kritischen Grafik. Die Gründung des Museum geht auf das Jahr 1937 zurück. |      |  |
| WOK – World of Kitchen Küchenmuseum                             | Hannover                    | Das 2010 eröffnete Museum gilt als das größte Küchenmuseum Europas. |      |  |
| ZeitZentrum Zivilcourage                                        | Hannover                    | Interaktiver Lernort und Museum zur hannoverschen Stadtgesellschaft in der Zeit des Nationalsozialismus. |      |  |

### Ehemalige Museen in Hannover
| Museum                                       | Stadt/Gemeinde und Ortsteil   | Beschreibung | Bild |
| -------------------------------------------- | ----------------------------- | --- | ---- |
| Feuerwehrmuseum Hannover                     | Hannover-Calenberger Neustadt | Das 1980 gegründete Museum zeigt die Geschichte der hannoverschen Feuerwehr und des Brandschutzwesens. |      |
| Museum für Energiegeschichte(n)              | Hannover                      | Technikmuseum, das vom Energieversorgungsunternehmen Avacon von 1979 bis 2021 betrieben wurde. |      |
| Polizeigeschichtliche Sammlung Niedersachsen | Hannover-Ricklingen           | Das Museum zeigte in Hannover bis 2011 historische Polizei-Exponate auf dem ehemaligen Telefunkengelände. Heute befindet sich die Sammlung als Polizeimuseum Niedersachsen in Nienburg/Weser. |      |
| Hammermuseum                                 | Hannover                      | Das Hammermuseum stellte eine Sammlung von rund 4500 Hämmer aus Stahl, Holz, Kunststoff, Leder, Aluminium, Messing, Kupfer, Blei, Zink, Gummi und Stein mit einem Gewicht von 200 Gramm bis 75 Kilogramm aus. Es war vor dem früheren Hammermuseum Frankfurt die größte Hammersammlung Deutschlands.      |      |
| Theatermuseum Hannover                       | Hannover                      | Das 1927 gegründete Museum zeigt eine ständige Ausstellung zur Geschichte des hannoverschen Theaters vom 17. Jahrhundert bis heute. Der Besucher bekommt einen Einblick in die Arbeit der Theaterwerkstätten sowie in Oper, Schauspiel, Ballett und Konzert. 2025 wurde das Museum dauerhaft geschlossen. |      |

## Weitere Städte und Gemeinden der Region Hannover
| Museum                                                    | Stadt/Gemeinde und Ortsteil | Beschreibung | Bild |
| --------------------------------------------------------- | --------------------------- | --- | ---- |
| Klosterstollen Barsinghausen                              | Barsinghausen               | Im Mai 1999 eröffnet. Besucherbergwerk in einem ehemaligen Stollen des stillgelegten Steinkohlenbergwerks Barsinghausen. |      |
| Stadtmuseum Burgdorf                                      | Burgdorf                    | In einem Fachwerkhaus von 1658 werden die Stadtgeschichte und in Wechselausstellungen in der Regel Burgdorf bezogene Themen behandelt. |      |
| Heimatmuseum Garbsen                                      | Garbsen                     | Das in Altgarbsen gelegene Haus zeigt „alte land- und haushaltswirtschaftliche Geräte, Einrichtungen und Maschinen“. Wechselausstellungen beleuchten die stadt- und regionalgeschichtliche Entwicklung. |      |
| Stadtmuseum Gehrden                                       | Gehrden                     | Themen sind „Urgeschichte, Stadt- und Entwicklungsgeschichte der Stadt Gehrden und ihrer Ortschaften, der Vereine, der Feuerwehr, des Handwerks sowie des Calenberger Landes“, gezeigt werden eine „komplette Schmiede aus Everloh, eine Tischlerwerkstatt, eine Schusterwerkstatt sowie viele dem bäuerlichen Umfeld zuzuordnende Ausstellungsstücke“ sowie Funde aus Gräbern der Merowingerzeit (6./7. Jahrhundert)      |      |
| Heimatstube Höver                                         | Höver (Sehnde)              | Die Heimatstube in Höver zeigt neben einer „guten Stube“ von damals „zahlreiche Alltagsgegenstände längst vergangener Zeiten“. Die von der Heimatbundgruppe „Unser Höver“ seit 2012 betreute Dauerausstellung findet sich in Räumen über einer Kindertagesstätte, zeigt in einer Vitrine Fossilien aus dem höverschen Steinbruch, historische Handwerks- und Küchengeräte, die Zeugnis vom Leben vor Hundert Jahren geben. |      |
| Ledermuseum Bree                                          | Isernhagen                  | |      |
| Nordhannoversches Bauernhaus-Museum                       | Isernhagen                  | Im Wöhler Dusche Hof |      |
| Heimatstube Gleidingen                                    | Laatzen                     | |      |
| Luftfahrt-Museum Laatzen-Hannover                         | Laatzen                     | |      |
| Kunstkreis Laatzen                                        | Laatzen                     | |      |
| Kleine Galerie Langenhagen                                | Langenhagen                 | |      |
| Galerie der Stadt Lehrte                                  | Lehrte                      | |      |
| Immenser Kunsthalle                                       | Lehrte- Immensen            | |      |
| Museumsstellwerk Lpf Lehrte                               | Lehrte                      | Historisches Stellwerk |      |
| Hufschmiede-Museum Frehrking                              | Neustadt am Rübenberge      | |      |
| Kloster Mariensee                                         | Neustadt am Rübenberge      | |      |
| Kunstverein Neustadt                                      | Neustadt am Rübenberge      | |      |
| Museum Neustädter Land                                    | Neustadt am Rübenberge      | |      |
| Schloss Marienburg                                        | Pattensen                   | |      |
| Heimatmuseum Ronnenberg                                   | Ronnenberg                  | |      |
| Niedersächsisches Museum für Kali- und Salzbergbau        | Ronnenberg- Empelde         | |      |
| Kunstverein Hannover Land                                 | Seelze                      | |      |
| Heimatmuseum Seelze                                       | Seelze- Letter              | Aus Anfängen im Jahr 1964 entstandenes Museum im Ortsteil Letter mit Dauerausstellung und wechselnden Themenausstellungen. In einem Fachwerkhaus, das ein Schuhmacher im Jahr 1856 errichtete. Alte Schulstube von 1900, Schuhmacherwerkstatt, gute Stube von 1900 (nutzbar als Trauzimmer) und Friseursalon von 1920, Exponate zur Geschichte der Stadt, ihres Bahnhofs und der 14 Ortsteile.                             |      |
| Regional-Museum Sehnde                                    | Sehnde- Rethmar             | |      |
| Hannoversches Straßenbahn-Museum                          | Sehnde-Wehmingen            | |      |
| Bergbaumuseum Sehnde                                      | Sehnde-Wehmingen            | Im Aufbau, 2024 gegründet, auf dem Gelände des Hannoverschen Straßenbahn-Museums |      |
| Hannoversches Fernmeldemuseum                             | Wehmingen                   | Die Dauerausstellung auf dem Gelände des Hannoverschen Straßenbahn-Museums umfasst die Fernmeldetechnik in Deutschland, vom Beginn der Telegrafie, über die verschiedenen Arten der Nachrichtenübermittlung, bis zur Digitalisierung der deutschen Fernmeldenetze, die im Wesentlichen um 1995 abgeschlossen war. |      |
| „Museum für Natur – Jagd – Kultur“ im Jagdschloss Springe | Springe                     | |      |
| Museum auf dem Burghof                                    | Springe                     | |      |
| Heimatstube Hänigsen                                      | Uetze- Hänigsen             | |      |
| Heimatstube Eltze                                         | Uetze- Eltze                | In ehemaliger katholischer Kirche St. Petrus |      |
| Richard Brandt Heimatmuseum                               | Wedemark- Bissendorf        | |      |
| Heimatmuseum Wennigsen                                    | Wennigsen (Deister)         | |      |
| Heimatstube Bredenbeck                                    | Wennigsen- Bredenbeck       | In der Dorfschule |      |
| Ju-52-Museum der Interessengemeinschaft Ju52              | Wunstorf                    | |      |
| Festung Wilhelmstein                                      | Steinhuder Meer             | Die gesamte Festung ist ein Museum mit Gegenständen aus der Geschichte der Anlage. |      |
| Fischer- und Webermuseum Steinhude mit Spielzeugmuseum    | Wunstorf                    | Exponate aus dem Leben der Fischer und Weber insbesondere am Steinhuder Meer. Seit der Zusammenlegung mit dem Spielzeugmuseum Steinhude auch Spielzeug. |      |